# Svínáir

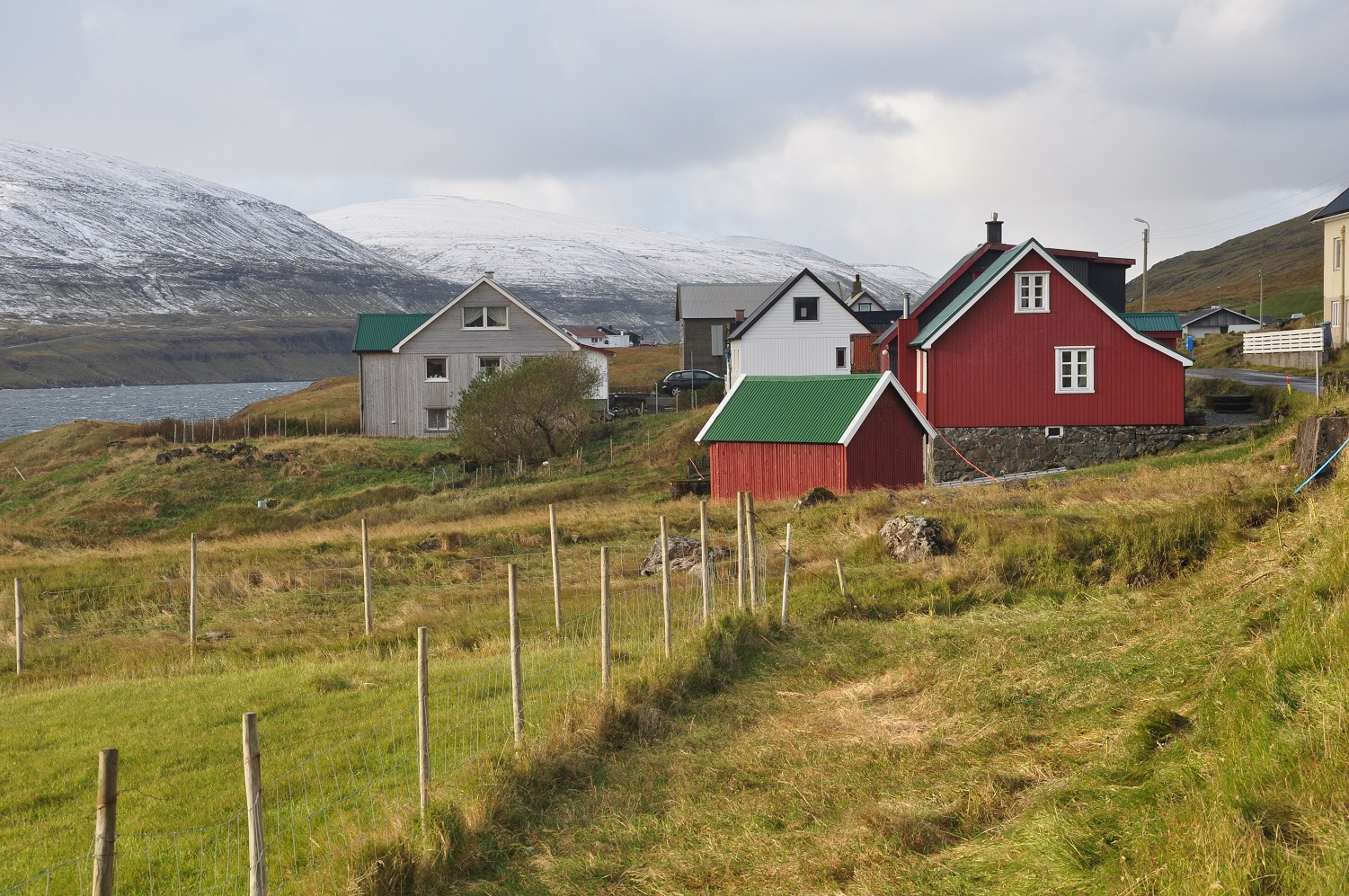
Svínáir

Svínáir [ˈsvʊinˌɔaːjɪɹ] (dänischer Name: Svinåer) ist ein Ort der Färöer auf der Insel Eysturoy.
Svínáir liegt an der Westküste der Insel Eysturoy und gehört zur Kommune von Eiði auf Eysturoy. Der Ort wurde 1827 gegründet.

## Persönlichkeiten
- Tórun Ellingsgaard (* 1970), Journalistin und Autorin
- Jógvan Poulsen (Pädagoge) (1854–1941), Pädagoge